# Tasmanaria edentula
Tasmanaria edentula is een hydroïdpoliep uit de familie Sertulariidae. De poliep komt uit het geslacht Tasmanaria. Tasmanaria edentula werd in 1924 voor het eerst wetenschappelijk beschreven door Bale. 